# Sarolta (nome)
Sarolta  è un nome proprio di persona ungherese femminile.

## Varianti
- Femminili: Sarolt

## Origine e diffusione

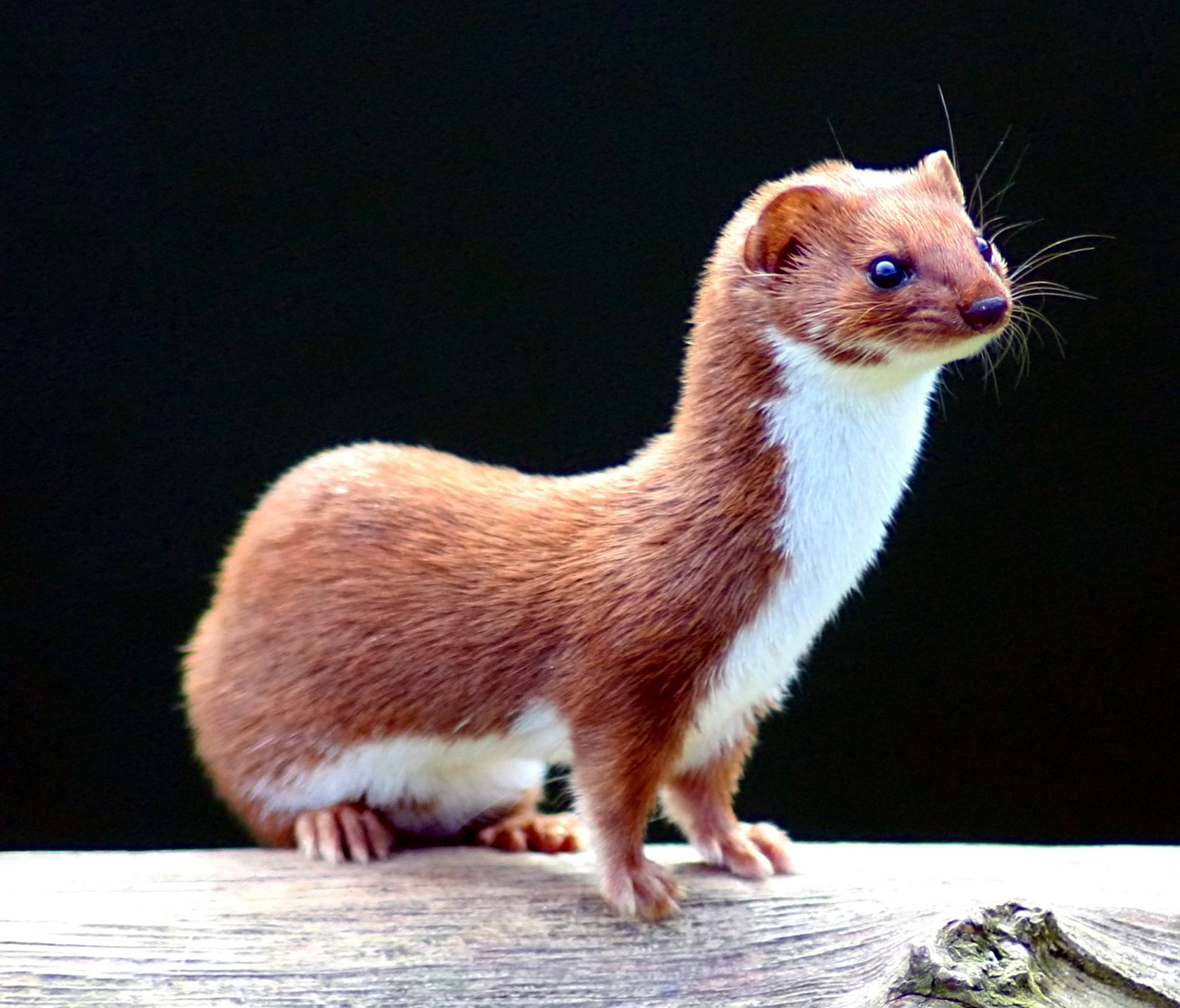
Una donnola

È il nome di Sarolta, la moglie del capo ungaro Géza e madre di santo Stefano d'Ungheria.
Etimologicamente, risale al nome turco Saroldu, Šar-oldu, che vuol dire "donnola bianca", "ermellino", anche se, a partire dal XIX secolo, viene considerato e usato come corrispettivo ungherese di Charlotte.

## Onomastico
Il nome non è portato da alcuna santa, quindi è adespota, e l'onomastico ricade il 1º novembre in occasione di Ognissanti.

## Persone
- Sarolta, moglie di Géza d'Ungheria
- Sarolta Kovács, pentatleta ungherese
- Sarolta Mogyorósi, cestista ungherese
- Sarolta Monspart, orientista ungherese
- Sarolta Zalatnay, cantante ungherese